# Froelich (cráter)
Froelich es un cráter de impacto situado en la cara oculta de la Luna. Se encuentra en las regiones del norte, más allá de la extremidad norte-noroeste. Sólo unos pocos kilómetros separan esta formación del cráter Lovelace al norte. Más hacia el sur aparece el cráter Merrill, y al sureste, situado sobre la extremidad visible se halla el cráter Brianchon de mayor tamaño.
|  |

Este cráter tiene una forma circular, simétrico pero el borde es desgastado y no se proyecta muy lejos por encima de la superficie. Las paredes interiores son generalmente sin rasgos distintivos, a excepción de pequeños cráteres a lo largo de los lados este y sur. El piso interior tiene una cresta baja en el cuadrante noreste y una pequeña elevación central.

## Cráteres satélite
Por convención estos elementos son identificados en los mapas lunares poniendo la letra en el lado del punto medio del cráter que está más cerca de Froelich.
|          | \| Froelich \| Coordenadas \| Diámetro \| \| -------- \| ------------------------------- \| -------- \| \| M \| 77°36′N 109°18′O / 77.6, -109.3 \| 29 km \| |          |
| Froelich | Coordenadas | Diámetro |
| M        | 77°36′N 109°18′O / 77.6, -109.3 | 29 km    |